# Anke Feller
Anke Feller (Gottinga, 26 settembre 1971) è un'ex velocista tedesca, specializzata nei 400 metri piani.
In carriera è stata campionessa mondiale ed europea della staffetta 4×400 metri.

## Palmarès
| Anno                                   | Manifestazione    | Sede     | Evento  | Risultato | Prestazione | Note                                     |
| -------------------------------------- | ----------------- | -------- | ------- | --------- | ----------- | ---------------------------------------- |
| In rappresentanza della Germania Ovest |                   |          |         |           |             |                                          |
| 1988                                   | Mondiali juniores | Sudbury  | 4×100 m | 7ª        | 45"56       |                                          |
| In rappresentanza della Germania       |                   |          |         |           |             |                                          |
| 1997                                   | Mondiali indoor   | Parigi   | 4×400 m | Bronzo    | 3'28"39     |                                          |
| 1997                                   | Mondiali          | Atene    | 4×400 m | Oro       | 3'20"92     | Miglior prestazione mondiale stagionale  |
| 1998                                   | Europei           | Budapest | 4×400 m | Oro       | 3'23"03     |                                          |
| 1999                                   | Mondiali          | Siviglia | 4×400 m | Bronzo    | 3'22"43     | Miglior prestazione personale stagionale |

## Altre competizioni internazionali
1998
- Oro in Coppa del mondo ( Johannesburg), 4×400 m - 3'24"26